# Мичуль, Александра
Александра Мичуль (пол. Aleksandra Miciul; род. 28 декабря 1982, Сулехув) — польская пловчиха, специалистка по плаванию на спине. Выступала за сборную Польши по плаванию в конце 1990-х — начале 2000-х годов, многократная победительница первенств национального значения, участница летних Олимпийских игр в Сиднее.

## Биография
Александра Мичуль родилась 28 декабря 1982 года в городе Сулехуве Любушского воеводства. Активно заниматься плаванием начала с раннего детства, проходила подготовку в клубе «Новита» города Зелёна-Гура. Специализировалась на плавании на спине.
Впервые заявила о себе в сезоне 1999 года, когда стала чемпионкой Польши сразу в трёх дисциплинах: на дистанциях 50, 100 и 200 метров. По итогам национального первенства вошла в основной состав польской национальной сборной и побывала на чемпионате Европы в коротком бассейне в Лиссабоне, где в плавании на 200 метров смогла выйти в финал и финишировала в решающем заплыве пятой.
В 2000 году вновь одержала победу на чемпионате Польше во всех трёх спринтерских дисциплинах плавания на спине. Выступила на европейском первенстве по водным видам спорта в Хельсинки, где в тех же дисциплинах стала финалисткой, а также в комбинированной эстафете 4 × 100 м. Благодаря череде удачных выступлений удостоилась права защищать честь страны на летних Олимпийских играх в Сиднее — в плавании на спине на 100 метров заняла 25 место, на дистанции 200 метров расположилась в итоговом протоколе на 23 строке, тогда как в программе комплексной эстафеты вместе с Алицией Пемчак, Анной Урынюк и Отылей Енджейчак показала двенадцатый результат.
После сиднейской Олимпиады Мичуль осталась в основном составе плавательной команды Польши и продолжила принимать участие в крупнейших международных соревнованиях. Так, в 2001 году она в очередной раз выиграла все заплывы польского национального первенства, выступила на чемпионате Европы по плаванию на короткой воде в Ризе, на дистанциях 50, 100 и 200 метров заняла 21, 16 и 15 места соответственно.
В 2002 году поступила в Южный методистский университет в Далласе и переехала на постоянное жительство в США. Во время учёбы занималась плаванием и дайвингом, проходила подготовку под руководством американского тренера Стива Коллинза в университетской команде «Мустанги», с которой побывала на многих студенческих соревнованиях, в частности в 2003 году выиграла бронзовую медаль в плавании на 200 метров на спине на чемпионате Западной атлетической конференции. В 2006 году благополучно окончила университет, хотя в плавании на международной арене больше не показывала сколько-нибудь значимых результатов.
Установленные Александрой Мичуль рекорды Польши были окончательно побиты только в 2012 году.